# 東京学芸大学附属幼稚園竹早園舎
東京学芸大学附属幼稚園竹早園舎（とうきょうがくげいだいがくふぞくようちえんたけはやえんしゃ）は、東京都文京区にある東京学芸大学の附属幼稚園の一つ。

## 概要
東京学芸大学の附属学校として、教員の育成を行うため、教育実地研究（教育実習）の指導に当たる使命をもっている。
現在の竹早園舎は1904年（明治37年）に創立したため、現在の竹早園舎の創立もこの年ということになっている。隣接する附属竹早小学校との幼小一貫教育を行っている。
2004年（平成16年）には国立大学法人化により、学校名を東京学芸大学教育学部附属幼稚園竹早園舎から変更した。
本校の敷地には、附属竹早中学校、附属竹早小学校もあるが、都立竹早高校とも隣接している。

## 交通アクセス
東京メトロ丸ノ内線茗荷谷駅徒歩12分。その他、後楽園駅、春日駅からの便もよく、また、本校の前にバス停があることから、バスで登校する園児も少なくない。